# Československá hokejová reprezentace v sezóně 1989/1990
Československá hokejová reprezentace v sezóně 1989/1990 sehrála celkem 28 zápasů.

## Přehled mezistátních zápasů
| Pořadí | Datum             | Soupeř  | Výsledek            | Soutěž                 | Místo utkání   |
| ------ | ----------------- | ------- | ------------------- | ---------------------- | -------------- |
| 1061.  | 30. října 1989    | SSSR    | 2:5 (1:1, 1:2, 0:2) | přátelsky              | Ostrava        |
| 1062.  | 31. října 1989    | SSSR    | 3:1 (0:0, 1:1, 2:0) | přátelsky              | Gottwaldov     |
| 1063.  | 2. listopadu 1989 | SSSR    | 1:2 (1:0, 0:1, 0:1) | přátelsky              | Praha          |
| 1064.  | 16. prosince 1989 | Finsko  | 5:3 (1:2, 1:1, 3:0) | Cena Izvestijí 1989    | Moskva         |
| 1065.  | 17. prosince 1989 | Švédsko | 0:0                 | Cena Izvestijí 1989    | Moskva         |
| 1066.  | 19. prosince 1989 | Kanada  | 4:5 (1:2, 2:2, 1:1) | Cena Izvestijí 1989    | Moskva         |
| 1067.  | 20. prosince 1989 | SSSR    | 4:3 (1:1, 2:2, 1:0) | Cena Izvestijí 1989    | Moskva         |
| 1068.  | 22. prosince 1989 | SRN     | 5:0 (2:0, 1:0, 2:0) | Cena Izvestijí 1989    | Moskva         |
| 1069.  | 2. února 1990     | Švédsko | 1:1 (0:0, 0:1, 1:0) | přátelsky              | Göteborg       |
| 1070.  | 4. února 1990     | Švédsko | 4:3 (3:1, 1:0, 0:2) | přátelsky              | Stockholm      |
| 1071.  | 1. dubna 1990     | Finsko  | 3:4 (1:1, 1:3, 1:0) | přátelsky              | Kuopio         |
| 1072.  | 2. dubna 1990     | Finsko  | 3:3 (1:1, 1:0, 1:2) | přátelsky              | Jyväskylä      |
| 1073.  | 10. dubna 1991    | Švédsko | 2:4 (0:0, 1:1, 1:3) | přátelsky              | Praha          |
| 1074.  | 11. dubna 1990    | Kanada  | 5:6 (3:1, 2:2, 0:3) | přátelsky              | Praha          |
| 1075.  | 12. dubna 1990    | Švédsko | 3:4 (1:2, 2:1, 0:1) | přátelsky              | Teplice        |
| 1076.  | 13. dubna 1990    | Kanada  | 3:5 (0:0, 3:1, 0:4) | přátelsky              | Hradec Králové |
| 1077.  | 16. dubna 1990    | USA     | 7:1 (1:0, 4:0, 2:1) | Mistrovství světa 1990 | Fribourg       |
| 1078.  | 17. dubna 1990    | Finsko  | 4:2 (0:1, 4:0, 0:1) | Mistrovství světa 1990 | Bern           |
| 1079.  | 19. dubna 1990    | Norsko  | 9:1 (1:0, 3:1, 5:0) | Mistrovství světa 1990 | Bern           |
| 1080.  | 20. dubna 1990    | SRN     | 3:0 (1:0, 0:0, 2:0) | Mistrovství světa 1990 | Fribourg       |
| 1081.  | 22. dubna 1990    | Kanada  | 3:5 (0:3, 1:0, 2:2) | Mistrovství světa 1990 | Bern           |
| 1082.  | 24. dubna 1990    | SSSR    | 1:4 (0:2, 0:1, 1:1) | Mistrovství světa 1990 | Bern           |
| 1083.  | 26. dubna 1990    | Švédsko | 1:5 (0:1, 1:4, 0:0) | Mistrovství světa 1990 | Bern           |
| 1084.  | 28. dubna 1990    | Kanada  | 3:2 (2:0, 1:1, 0:1) | Mistrovství světa 1990 | Bern           |
| 1085.  | 30. dubna 1990    | Švédsko | 5:5 (1:3, 1:1, 3:1) | Mistrovství světa 1990 | Bern           |
| 1086.  | 2. května 1990    | SSSR    | 0:5 (0:0, 0:2, 0:3) | Mistrovství světa 1990 | Bern           |

## Další zápasy reprezentace
| Datum         | Soupeř         | Výsledek            | Soutěž    | Místo utkání |
| 10. září 1989 | Calgary Flames | 4:2 (2:2, 1:0, 1:0) | přátelsky | Praha        |
| 11. září 1989 | Calgary Flames | 4:1 (2:0, 0:0, 2:1) | přátelsky | Praha        |

## Bilance sezóny 1989/90
| Soupeř  | Zápasy | Výhry | Remízy | Prohry | Skóre |
| ------- | ------ | ----- | ------ | ------ | ----- |
| Finsko  | 4      | 2     | 1      | 1      | 15:12 |
| Kanada  | 5      | 1     | 0      | 4      | 18:23 |
| Norsko  | 1      | 1     | 0      | 0      | 9:1   |
| SRN     | 2      | 2     | 0      | 0      | 8:0   |
| SSSR    | 6      | 2     | 0      | 4      | 11:20 |
| Švédsko | 7      | 1     | 3      | 3      | 16:22 |
| USA     | 1      | 1     | 0      | 0      | 7:1   |
| Celkem  | 26     | 10    | 4      | 12     | 84:79 |

## Přátelské mezistátní zápasy
Československo -  SSSR 	2:5 (1:1, 1:2, 0:2)
30. října 1989 - Ostrava

Branky a nahrávky Československa: 11:36 Vladimír Svitek (Vladimír Růžička, Antonín Stavjaňa), 20:16 Vladimír Růžička.

Branky a nahrávky SSSR: 7:15 Andrej Čistjakov (German Titov), 25:12 Valerij Zelepukin (Sergej Fjodorov), 29:17 Sergej Fjodorov (Ilja Bjakin), 45:34 Anatolij Semjonov (Andrej Lomakin), 48:56 Kovaljov (Anatolij Semjonov).

Rozhodčí: Dag Olsson (SWE) – Josef Furmánek (TCH), Miloš Grůň (TCH)

Vyloučení: 4:7 (využití 1:1)
ČSSR: Dominik Hašek – Antonín Stavjaňa, Bedřich Ščerban, František Procházka, Jerguš Bača, Drahomír Kadlec, Leo Gudas, Petr Pavlas, František Kučera – Vladimír Svitek, Vladimír Růžička, Zdeno Cíger – Otakar Janecký, Robert Kron, Jiří Šejba – Libor Dolana, Jiří Kučera, Rostislav Vlach – Tomáš Jelínek, Oto Haščák, Jiří Doležal.
SSSR: Artūrs Irbe – Jurij Krivochiža, Vladimir Konstantinov, Vladimir Malachov, Alexej Gusarov, Valerij Širjajev, Igor Stělnov, Vladimir Ťjurikov, Alexander Smirnov – Andrej Kovaljov, Anatolij Semjonov, Andrej Lomakin – Sergej Fjodorov, Valerij Zelepukin, Ilja Bjakin – Anatolij Stěpaniščev, Sergej Němčinov, Dmytro Chrystyč – German Titov, Jurij Šipicyn, Andrej Čistjakov.
 Československo -  SSSR 	3:1 (0:0, 1:1, 2:0)
31. října 1989 - Gottwaldov

Branky a nahrávky Československa: 27:24 Zdeno Cíger (Vladimír Cíger), 53:57 Bedřich Ščerban (Vladimír Růžička), 54:24 Jiří Kučera (Libor Dolana).

Branky a nahrávky SSSR: 26:43 Sergej Fjodorov (Ilja Bjakin).

Rozhodčí: Dag Olsson (SWE) – Boris Janíček (TCH), Vladimír Mihálik (TCH)

Vyloučení: 8:8 (využití 2:0, v oslabení 0:1)
ČSSR: Dominik Hašek – Antonín Stavjaňa, Bedřich Ščerban, Drahomír Kadlec, Leo Gudas, Petr Pavlas, František Kučera, František Procházka, Jerguš Bača – Vladimír Svitek, Vladimír Růžička, Zdeno Cíger – Libor Dolana, Jiří Kučera, Rostislav Vlach – Tomáš Jelínek, Oto Haščák, Jiří Doležal – Vladimír Petrovka, Martin Hosták, Ladislav Lubina.
SSSR: Artūrs Irbe – Jurij Krivochiža, Vladimir Konstantinov, Vladimir Malachov, Alexej Gusarov, Valerij Širjajev, Igor Stělnov, Vladimir Ťjurikov, Alexander Smirnov – Andrej Kovaljov, Anatolij Semjonov, Andrej Lomakin – Sergej Fjodorov, Valerij Zelepukin, Ilja Bjakin – Anatolij Stěpaniščev, Sergej Němčinov, Dmytro Chrystyč – German Titov, Jurij Šipicyn, Andrej Čistjakov.
 Československo -  SSSR 	1:2 (1:0, 0:1, 0:1)
2. listopadu 1989 - Praha

Branky a nahrávky Československa: 2:16 Petr Pavlas (Oto Haščák).

Branky a nahrávky SSSR: 21:39 Valerij Kamenskij (Andrej Čistjakov), 44:17 Ilja Bjakin.

Rozhodčí: Dag Olsson (SWE) – Jan Tatíček (TCH), Ladislav Rouspetr (TCH)

Vyloučení: 10:11 (využití 1:1) navíc Valerij Kamenskij na 10 min.
ČSSR: Petr Bříza – Antonín Stavjaňa, Bedřich Ščerban, Drahomír Kadlec, Leo Gudas, Petr Pavlas, František Kučera, František Procházka, Jerguš Bača – Vladimír Svitek, Vladimír Růžička, Zdeno Cíger – Libor Dolana, Jiří Kučera, Rostislav Vlach – Tomáš Jelínek, Oto Haščák, Jiří Doležal – Jaromír Jágr, Robert Reichel, Bobby Holík.
SSSR: Artūrs Irbe – Jurij Krivochiža, Vladimir Konstantinov, Vladimir Malachov, Alexej Gusarov, Valerij Širjajev, Igor Stělnov, Vladimir Ťjurikov, Alexander Smirnov – Andrej Kovaljov, Anatolij Semjonov, Andrej Lomakin – Valerij Zelepukin, Sergej Fjodorov, Valerij Kamenskij – Anatolij Stěpaniščev, Sergej Němčinov, Ilja Bjakin – German Titov, Jurij Šipicyn, Andrej Čistjakov.
 Československo -  Švédsko	1:1 (0:0, 0:1, 1:0)
2. února 1990 - Göteborg

Branky a nahrávky Československa: 55. Tomáš Jelínek (Martin Hosták).

Branky a nahrávky Švédska: 26. Thomas Rundqvist (Håkan Loob).

Rozhodčí: Pertti Juhola (FIN) – Anders Ekhagen (SWE), Lindström (SWE)

Vyloučení: 3:3
ČSFR: Petr Bříza – Antonín Stavjaňa, Bedřich Ščerban, František Procházka, Jerguš Bača,  Jiří Vykoukal, František Kučera, Drahomír Kadlec, Leo Gudas – Vladimír Svitek, Martin Hosták, Zdeno Cíger – Otakar Janecký, Robert Kron, Ladislav Lubina – Tomáš Jelínek, Oto Haščák, Jiří Doležal – Libor Dolana, Jiří Kučera, Rostislav Vlach
Švédsko: Peter Åslin – Lars Karlsson, Tommy Samuelsson, Pär Djoos, Fredrik Stillman, Tomas Johansson, Per Lundell, Anders Huss, Tommy Sjödin – Håkan Loob, Thomas Rundqvist, Magnus Roupé – Patrik Erickson, Anders Carlsson, Erik Holmberg – Thomas Forslund, Pelle Eklund, Pettersson – Paul Andersson, Lars Hurtig, Thomas Bjuhr.
 Československo -  Švédsko	4:3 (3:1, 1:0, 0:2)
4. února 1990 - Stockholm

Branky a nahrávky Československa: 5. Zdeno Cíger (Bedřich Ščerban), 14. Jaromír Jágr (Jaroslav Benák), 20. Martin Hosták (František Procházka, Jiří Doležal), 35. Mojmír Božík (Robert Reichel).

Branky a nahrávky Švédska: 8. Lars Hurtig (Anders Huss), 49. Thomas Rundqvist (Håkan Loob), 50. Pär Djoos (Fredrik Stillman).

Rozhodčí: Pertti Juhola (FIN) – Christer Lärking (SWE), Johan Enestedt (SWE)

Vyloučení: 7:3 (využití 1:0)
ČSFR: Petr Bříza – Antonín Stavjaňa, Bedřich Ščerban, František Procházkaa, Jerguš Bača, Drahomír Kadlec, Leo Gudas, Mojmír Božík, Jaroslav Benák – Vladimír Svitek, Oto Haščák, Zdeno Cíger – Otakar Janecký, Martin Hosták, Jiří Doležal – Libor Dolana, Jiří Kučera, Rostislav Vlach – Jaromír Jágr, Robert Reichel, Ladislav Lubina.
Švédsko: Fredrik Andersson – Lars Karlsson, Samuelsson, Tomas Jonsson, Per Lundell, Tommy Sjödin, Fredrik Stillman, Pär Djoos, Anders Huss – Håkan Loob, Thomas Rundqvist, Magnus Roupé – Thomas Forslund, Pelle Eklund, Pettersson – Patrik Erickson, Thomas Bjuhr, Anders Carlsson – Lars Hurtig, Erik Holmberg, Ricard Persson.
 Československo -  Finsko	3:4 (1:1, 1:3, 1:0)
1. dubna 1990 - Kuopio

Branky Československa: 9. Zdeno Cíger, 26. Libor Dolana, 45. Libor Dolana.

Branky Finska: 17. Raimo Helminen, 33. Jukka Vilander, 36. Esa Keskinen, 38 Laksola.

Rozhodčí: Stauffer (SUI) – Kärekäinen (FIN), Piironen (FIN)

Vyloučení: 3:2 (využití 0:0)
ČSFR: Dominik Hašek – Antonín Stavjaňa, Bedřich Ščerban, Drahomír Kadlec, Leo Gudas, František Procházka, Jerguš Bača – Vladimír Svitek, Oto Haščák, Zdeno Cíger – Libor Dolana, Jiří Kučera, Rostislav Vlach – Tomáš Jelínek, Martin Hosták, Jiří Doležal – Jaromír Jágr, Robert Reichel, Bobby Holík.
Finsko: Sakari Lindfors – Timo Kulonen, Kai Rautio, Jarmo Kuusisto, Arto Ruotanen, Simo Saarinen, Pekka Laksola, Hannu Henrikkson, Hannu Virta – Kari Jalonen, Risto Jalo, Pekka Arbelius – Jari Pulliainen, Pekka Tuomisto, Jukka Vilander – Ari Vuori, Reijo Mikkolainen, Esa Keskinen – Kari Laitinen, Raimo Helminen, Pekka Tirkkonen.
 Československo -  Finsko	3:3 (1:1, 1:0, 1:2)
2. dubna 1990 - Jyväskylä

Branky Československa: 9. Robert Reichel, 33. František Procházka, 44. Libor Dolana.

Branky Finska: 20. Pauli Järvinen, 48. Pulliainen, 48. Pekka Arbelius.

Rozhodčí: Stauffer (SUI) – Seppo Mäkelä (FIN), Juha Lindholm (FIN)

Vyloučení: 9:5 (využití 1:0) navíc Josef Beránek a Heikki Leime na 5 min.
ČSFR: Petr Bříza – Antonín Stavjaňa, Bedřich Ščerban, Mojmír Božík, Leo Gudas, František Procházka, Jerguš Bača – Robert Kron, Oto Haščák, Zdeno Cíger – Libor Dolana, Josef Beránek, Ladislav Lubina – Vladimír Petrovka, Martin Hosták, Jiří Doležal – Jaromír Jágr, Robert Reichel, Bobby Holík.
Finsko: Jukka Tammi – Hannu Henrikkson, Timo Kulonen, Jarmo Kuusisto, Pekka Laksola, Heikki Leime, Kai Rautio, Arto Ruotanen, Hannu Virta – Pekka Arbelius, Risto Jalo, Kari Jalonen – Pauli Järvinen, Esa Keskinen, Kari Laitinen – Jari Pulliainen, Raimo Summanen, Pekka Tirkkonen – Pekka Tuomisto.
 Československo -  Švédsko	2:4 (0:0, 1:1, 1:3)
10. dubna 1990 – Praha	

Branky a nahrávky Československa: 23. Libor Dolana (Jiří Doležal, Oto Haščák).

Branky a nahrávky Švédska: 33. Anders Eldebrink (Tomas Jonsson), 47. Samuelsson (Magnus Roupé, Per-Erik Eklund), 49. Anders Eldebrink (Kent Nilsson, Tomas Jonsson), 59. Magnus Roupé (Anders Carlsson).

Rozhodčí: Seppo Mäkelä (FIN) – Boris Janíček (TCH), Vladimír Mihálik (TCH)

Vyloučení: 7:11 (využití 1:2, v oslabení 0:1) navíc Tomáš Jelínek na 10 min.
ČSFR: Petr Bříza – Antonín Stavjaňa, Bedřich Ščerban, František Procházka, Jerguš Bača, Drahomír Kadlec, Jiří Šlégr, Mojmír Božík, Leo Gudas – Vladimír Petrovka (31. Radek Kampf), Oto Haščák, Zdeno Cíger – Tomáš Jelínek (33. - 43. Vladimír Petrovka), Martin Hosták, Jiří Doležal – Jaromír Jágr, Robert Reichel, Bobby Holík – Libor Dolana, Josef Beránek, Ladislav Lubina.
Švédsko: Rolf Ridderwall – Tomas Jonsson, Anders Eldebrink, Pär Djoos, Peter Andersson, Thomas Eriksson, Tommy Samuelsson, Magnus Svensson – Robert Burakowski, Per-Erik Eklund, Magnus Roupé – Håkan Loob, Thomas Rundqvist, Kent Nilsson – Anders Huss, Anders Carlsson, Patrik Ericsson – Johan Strömvall, Johan Garpenlöv, Mikael Johansson.
 Československo -  Kanada 5:6 (3:1, 2:2, 0:3)
11. dubna 1990 - Praha

Branky a nahrávky Československa: 7. Jiří Cihlář (Petr Kaňkovský), 13. Patrik Augusta, 17. Richard Šmehlík (Petr Kaňkovský), 21. Radek Ťoupal (Kastner), 33. Petr Kaňkovský (Jiří Cihlář).

Branky a nahrávky Kanady: 13. Curtis Leschyshyn (Rick Tocchet), 33. John Cullen (Curtis Leschyshyn, Greg Adams), 35. Greg Adams (Rick Green), 45. Recchi (John Cullen, Greg Adams), 52. Mark Recchi (Picard), 52. Mark Recchi (John Cullen, Greg Adams).

Rozhodčí: Seppo Mäkelä (FIN) – Ladislav Rouspetr (TCH), Jan Tatíček (TCH)

Vyloučení: 6:8 (využití 1:1)
ČSFR: Roman Turek – Petr Pavlas, Karel Soudek, Milan Tichý, Ľubomír Sekeráš, Richard Šmehlík, Ivan Vlček – Radek Ťoupal, Milan Kastner, Roman Mejzlík – Vladimír Petrovka, Tomáš Sršeň, Radek Kampf – Richard Žemlička, Luboš Pázler, Anton Bartánus – Patrik Augusta, Petr Kaňkovský, Jiří Cihlář.
Kanada: Kirk McLean – Jeff Chychrun, Picard, Murphy, Rick Green, Curtis Leschyshyn, Doug Lidster, Paul Coffey – Rick Tocchet, Ron Sutter, Murray Craven – Mark Recchi, John Cullen, Greg Adams – James Sandlak, Keith Acton, Shawn Burr – Scott Mellanby, Michel Petit.
 Československo -  Švédsko	3:4 (1:2, 2:1, 0:1)
12. dubna 1990 – Teplice

Branky a nahrávky Československa: 3. Radek Ťoupal (Richard Žemlička), 21. Libor Dolana (Ladislav Lubina, Richard Žemlička), 27. Jiří Kučera (Libor Dolana, Ladislav Lubina).

Branky a nahrávky Švédska: 10. Thomas Rundqvist (Håkan Loob), 19. Thomas Eriksson, 31. Kent Nilsson (Magnus Svensson, Anders Eldebrink), 43. Patrik Ericksson (Anders Carlsson).

Rozhodčí: Peter Radosei (GER) – Jan Tatíček (TCH), Ondřej Fraňo (TCH)

Vyloučení: 4:7 (využití 1:1)
ČSFR: Petr Bříza – Richard Šmehlík, Bedřich Ščerban, Drahomír Kadlec, Leo Gudas, František Procházka, Jiří Šlégr, Milan Tichý, Ľubomír Sekeráš – Libor Dolana, Jiří Kučera, Ladislav Lubina – Tomáš Jelínek, Martin Hosták, Jiří Doležal – Vladimír Petrovka, Josef Beránek, Radek Kampf – Richard Žemlička, Radek Ťoupal, Roman Mejzlík.
Švédsko: Peter Åslin – Magnus Svensson, Anders Eldebrink, Thomas Eriksson, Tommy Samuelsson, Pär Djoos, Peter Andersson – Håkan Loob, Thomas Rundqvist, Kent Nilsson – Mikael Johansson, Per-Erik Eklund, Johan Garpenlöv – Anders Huss, Anders Carlsson, Patrik Ericksson – Mats Sundin, Magnus Roupé, Johan Strömwall.
 Československo -  Kanada 3:5 (0:0, 3:1, 0:4)
13. dubna 1990 - Hradec Králové	

Branky a nahrávky Československa: 25. Robert Reichel (Robert Holík, Jaromír Jágr), 28. Oto Haščák Zdeno Cíger, Leo Gudas), 38. Zdeno Cíger (Oto Haščák, Antonín Stavjaňa).

Branky a nahrávky Kanady: 36. Greg Adams, 42. Greg Adams (Mark Recchi, John Cullen), 42. Ron Sutter (Rick Tocchet), 50. Mark Recchi (John Cullen, Greg Adams), 51. Murray Craven (Ron Sutter, Rick Tocchet).

Rozhodčí: Peter Radosai (GER) – Jaromír Brázdil (TCH), Josef Furmánek (TCH)

Vyloučení: 5:12 (využití 2:1)
ČSFR: Dominik Hašek – Antonín Stavjaňa, Bedřich Ščerban, Mojmír Božík, Leo Gudas, František Procházka, Jerguš Bača, Drahomír Kadlec, Jiří Šlégr – Robert Kron, Oto Haščák, Zdeno Cíger – Jaromír Jágr, Robert Reichel, Bobby Holík – Vladimír Petrovka (31. Richard Žemlička), Josef Beránek, Radek Kampf – Tomáš Sršeň, Radek Ťoupal (41. Vladimír Petrovka), Roman Mejzlík – Richard Žemlička.
Kanada: Kirk McLean – Doug Lidster, Paul Coffey, Michel Petit, Curtis Leschyshyn, Jeff Chychrun, Rick Green, Murphy – Rick Tocchet, Ron Sutter, Murray Craven – Mark Recchi, John Cullen, Greg Adams – James Sandlak, Shawn Burr, Keith Acton.

## Další zápasy reprezentace
Československo -  Calgary Flames	4:2 (2:2, 1:0, 1:0)
10. září 1989 - Praha

Branky a nahrávky Československa: 15. Jerguš Bača, 20. Jiří Doležal (Oto Haščák), 24. Tomáš Jelínek (Oto Haščák), 42. František Procházka (Jerguš Bača). 

Branky a nahrávky Calgary Flames: 9. Colin Patterson (Ken Sabourin), 11. Joe Nieuwendyk.

Rozhodčí: Willi Vögtlin (SUI) – Jan Tatíček (TCH), Boris Janíček (TCH)

Vyloučení: 9:11 (využití 0:0, v oslabení 0:0), navíc Jerguš Bača 5+10 minut, Gilmour na 10 minut. 
ČSSR: Dominik Hašek – Antonín Stavjaňa, Bedřich Ščerban, František Procházka, Jerguš Bača, Drahomír Kadlec, Leo Gudas – Vladimír Svitek, Vladimír Růžička, Zdeno Cíger – Otakar Janecký, Robert Kron, Jiří Šejba – Libor Dolana, Jiří Kučera, Rostislav Vlach – Tomáš Jelínek, Oto Haščák, Jiří Doležal.
Calgary Flames: Mike Vernon (32. Rick Wamsley) – Ric Nattress, Jamie Macoun, Brad McCrimmon, Gary Suter, Al MacInnis, Ken Sabourin – Sergej Makarov, Jiří Hrdina, Paul Ranheim – Sergej Prjachin, Joe Nieuwendyk, Gary Roberts – Jim Peplinski, Joel Otto, Brian MacLellan – Mark Hunter, Doug Gilmour, Colin Patterson.

 Československo -  Calgary Flames	4:1 (2:0, 0:0, 2:1)
11. září 1989 - Praha

Branky Československa: 4. Tomáš Jelínek (Oto Haščák), 8. Vladimír Růžička (Bedřich Ščerban), 48. Bobby Holík (Robert Reichel), 60. Drahomír Kadlec.

Branky Calgary Flames:  46. Joe Nieuwendyk (Sergej Makarov, Jiří Hrdina).

Rozhodčí: Willi Vögtlin (SUI) – Miloš Grúň (TCH), Ladislav Rouspetr (TCH)

Vyloučení: 8:12 (využití 0:0, v oslabení 2:0)
ČSSR: Petr Bříza – Antonín Stavjaňa, Bedřich Ščerban, Drahomír Kadlec, Leo Gudas, Tichý, František Kučera, František Procházka, Jerguš Bača – Vladimír Svitek, Vladimír Růžička, Zdeno Cíger – Libor Dolana, Jiří Kučera, Rostislav Vlach – Tomáš Jelínek, Oto Haščák, Jiří Doležal – Jaromír Jágr, Robert Reichel, Bobby Holík.
Calgary Flames: Rick Wamsley (30. Mike Vernon) – Roger Johansson, Dana Murzyn, Al MacInnis, Ken Sabourin, Ric Nattress, Jamie Macoun, Brad McCrimmon, Gary Suter – Sergej Makarov, Joe Nieuwendyk, Paul Ranheim – Sergej Prjachin, Doug Gilmour, Colin Pattersson – Tim Hunter, Joel Otto, Jiří Hrdina – Jonas Bergqvist, Theoren Fleury, Brian MacLellan.